# Ярань (притока Лумпуна)
Яра́нь (рос. Ярань) — річка у Кіровській області (Унинський район), Росія, права притока Лумпуна.
Річка починається із джерела за 1 км на схід від присілку Удмуртський Порез. Русло спрямоване спочатку на схід, потім повертає на південний схід, потім на північний схід, і вже нижня течія знову спрямована на південний схід. Впадає до Лумпуна між гирлами річок Пушкець та Яранка.
Русло вузьке, долина неширока. Береги заліснені лише в пригирловій ділянці. Приймає декілька дрібних приток.
Над річкою розташоване лише присілок Маги, у верхній течії збудовано автомобільний міст.